# 23e division SS Nederland

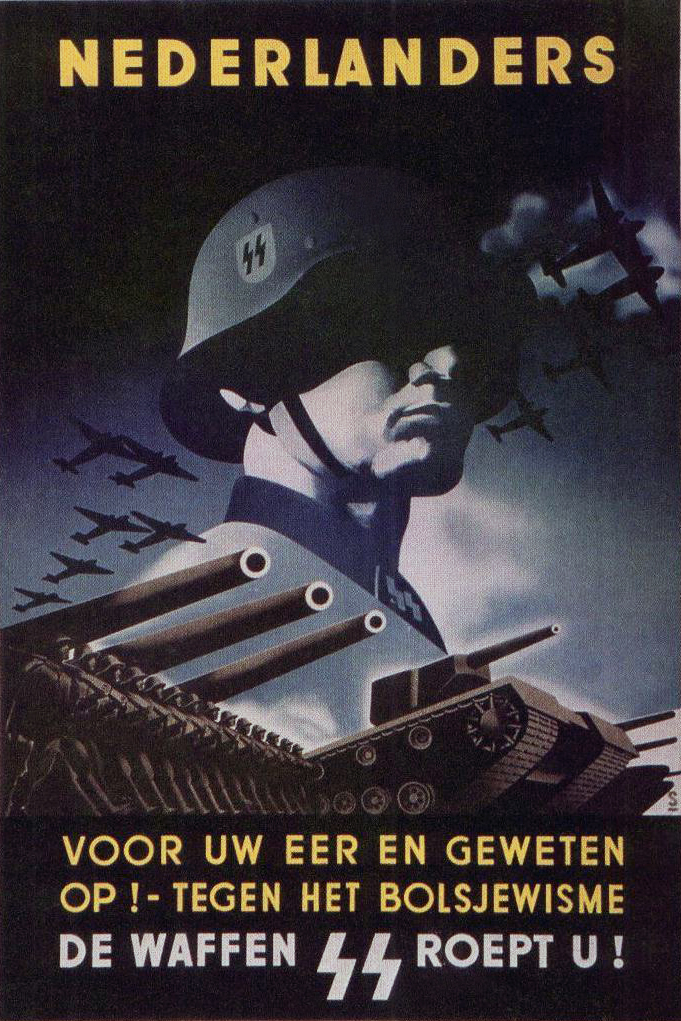
Affiche de recrutement pour la division

La 23e division SS « Nederland » est l’une des 38 divisions de Waffen-SS durant la Seconde Guerre mondiale.

## Création et différentes dénominations
Création et différentes dénominations
- SS-Freiwilligen Standarte Nordwest
- SS-Freiwilligen Verband Niederlande
- SS-Freiwilligen Legion Niederlande
- Octobre 1943 : Création, en Thuringe, de la 4. SS Freiwilligen Panzergrenadier Brigade Nederland à partir de la SS Freiwilligen Legion Niederlande
- Février 1945: La 4. SS Freiwilligen Panzergrenadier Brigade Nederland devient 23. SS-Freiwilligen-Panzergrenadier-Division Nederland ses unités sont dénumérotés de 54 en 23.

## Théâtres d'opérations
- Janvier 1944 : La 4. SS Freiwilligen Panzergrenadier Brigade Nederland se bat avec le Heeresgruppe Nord, dans le secteur de Leningrad puis à Narva[1].
- Octobre 1944 : La division sous les ordres du 3e SS Panzerkorps de la 18. Armee se bat en Courlande.
- Janvier 1945 : La 23. SS-Freiwilligen-Panzergrenadier-Division Nederland et se bat pendant trois mois en Poméranie.
- Avril 1945 : La division est capturée en Poméranie par l'Armée rouge

Cette division combattra en Courlande. Évacuée par mer, elle se battra en Pologne, puis sur l'Oder et disparaîtra à Berlin.

## Liste des commandants successifs
| Début         | Fin          | Grade                  | Nom                   |
| ------------- | ------------ | ---------------------- | --------------------- |
| Décembre 1941 | Juillet 1942 | SS-Obersturmbannführer | Arved Theuermann (pl) |
| Février 1943  | Mai 1943     | SS-Obersturmbannführer | Helmut Scholz         |
| Mai 1943      | Mai 1945     | SS-Brigadeführer       | Jürgen Wagner         |

## Ordre de bataille

### SS-Freiwilligen LegionNiederlande
- I. Bataillon
  - 1. Kompanie
  - 2. Kompanie
  - 3. Kompanie
  - 4. Kompanie
- II. Bataillon
  - 5. Kompanie
  - 6. Kompanie
  - 7. Kompanie
  - 8. Kompanie
- III. Bataillon
  - 9. Kompanie
  - 10. Kompanie
  - 11. Kompanie
  - 12. Kompanie
- 13. Kompanie (Artillerie)
- 14. Kompanie (Panzerjäger)

### 4.SS-Freiwilligen-Panzergrenadier-BrigadeNederland
- 48. Freiwilligen-Panzergrenadier-Regiment General Seyffard
- 49. Freiwilligen-Panzergrenadier-Regiment de Ruyter
- SS-Artillerie-Regiment 54
- SS-Nachrichten-Abteilung 54
- SS-Panzerjäger-Abteilung 54
- SS-Pionier-Bataillon 54

### En janvier 1945
23. SS-Freiwilligen-Panzergrenadier-Division Nederland

Les unités sont dénumérotés de 54 en 23.
- SS-Panzergrenadier Régiment 48 General Seyffard,
- SS-Panzergrenadier Régiment 49 De Ruiter,
- SS-Panzer-Aufklarungs Abteilung 23, (reconnaissance)
- SS-Panzer Jaeger Abteilung 23, (chasseur de chars)
- SS-Pionier Abteilung 23,
- SS-Artillerie Régiment 23,
- SS-Flak Abteilung 23